# Dvoukolový volební systém

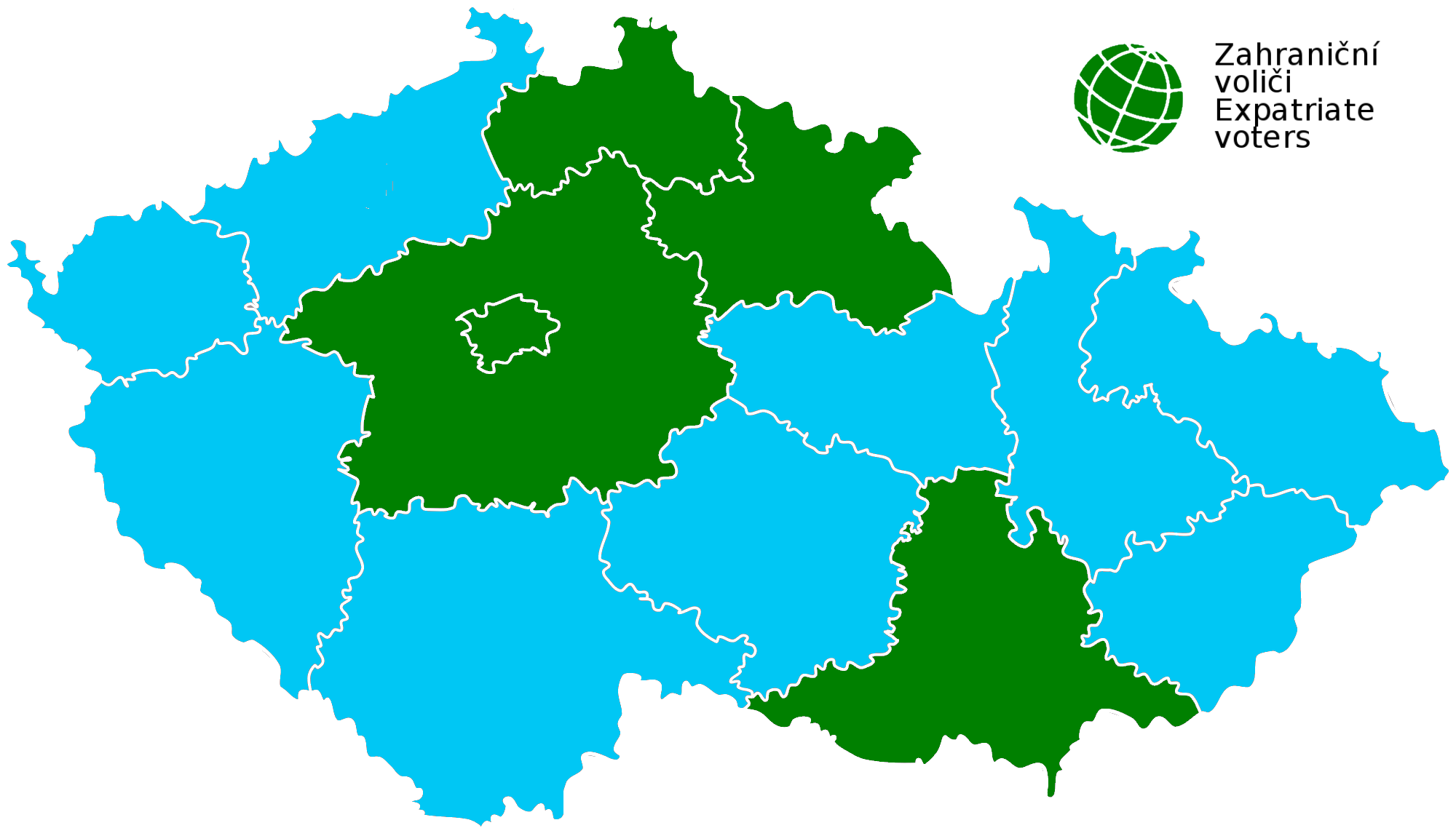
Vítězové prvního kola prezidentské volby v ČR roku 2023 podle krajů:
Petr Pavel
Andrej Babiš

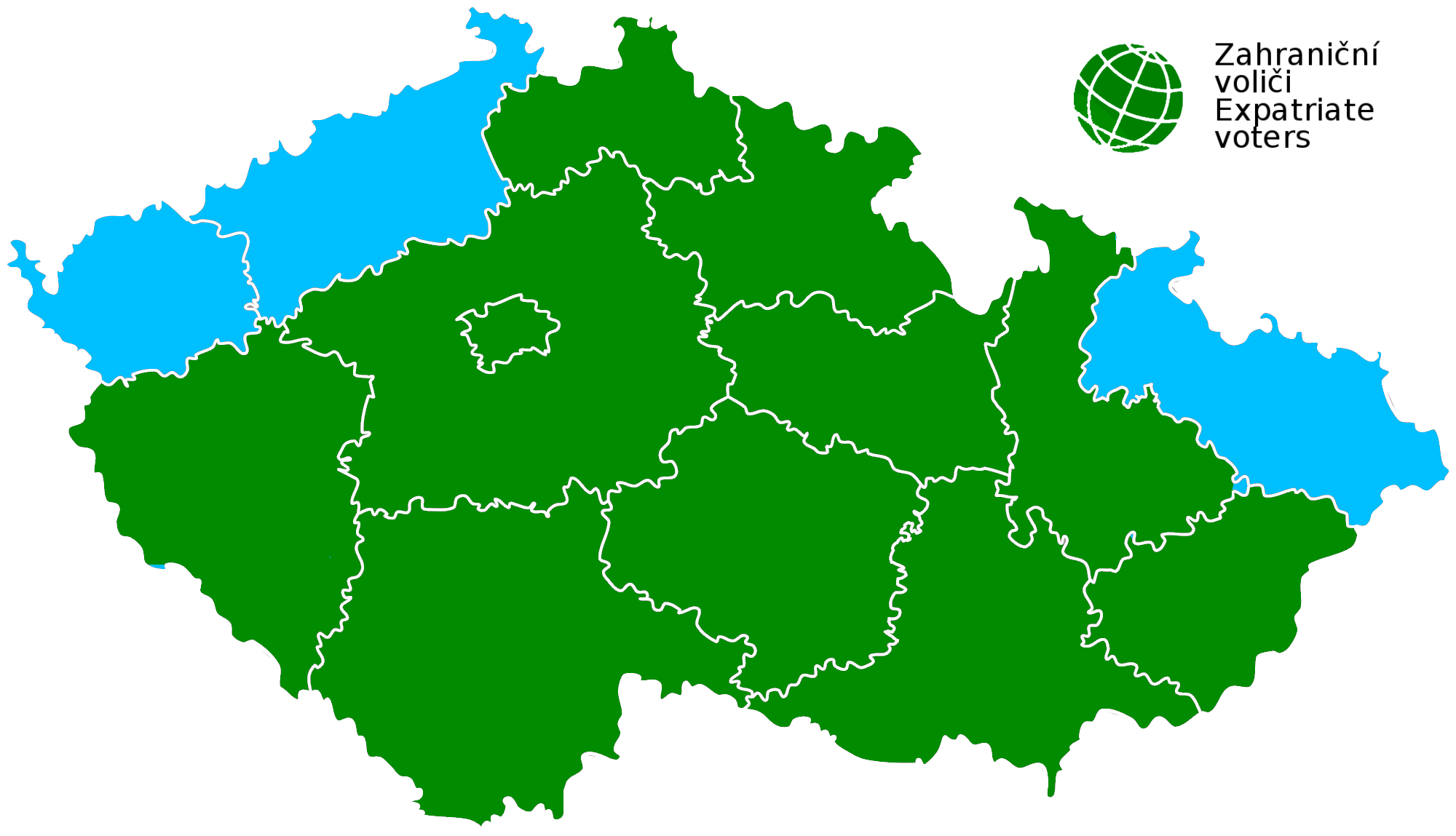
Vítězové druhého kola prezidentské volby v ČR roku 2023 podle krajů:
Petr Pavel
Andrej Babiš

Dvoukolový volební systém je metoda hlasování používaná k volbě jediného kandidáta, kdy voliči odevzdávají jeden hlas svému preferovanému kandidátovi. Obecně zajišťuje majoritní výsledek, nikoli jednoduchý pluralitní výsledek jako u systému relativní většiny.
Při dvoukolovém volebním systému postupuje volební proces obvykle do druhého kola pouze v případě, že v prvním kole žádný kandidát nezískal prostou většinu (více než 50 %) odevzdaných hlasů (případně jiné, nižší předem stanovené procento). Ve dvoukolovém systému postupují do druhého kola obvykle pouze dva kandidáti, kteří v prvním kole získali nejvíce hlasů, nebo pouze ti kandidáti, kteří získali alespoň stanovený podíl hlasů. Ostatní kandidáti jsou z druhého kola vyloučeni.
Dvoukolový systém je používán při volbě zákonodárných orgánů a přímo volených prezidentů, ale např. také při volbě lídrů politických stran nebo společností. Druhé kolo hlasování se musí konat až poté, co je dostatek času na sečtení a ověření výsledků prvního kola.

## Systém s relativní většinou
V tomto systému postupuje do druhého kola více kandidátů. Například ve volbách do dolní komory parlamentu ve Francii, pokud žádný kandidát nezískal více než 50%, postupují do druhého kola všichni, kteří v prvním kole získali více než 12,5 % hlasů. Ve druhém kole je pak zvolen nejsilnější kandidát, nezávisle na procentu hlasů.
Alternativní systém byl užíván například ve Výmarské republice (jmenovitě v letech 1925 a 1932) k volbě prezidenta. Pokud by žádný kandidát nezískal v prvním kole nadpoloviční většinu hlasů (tj. absolutní většinu), konalo by se druhé kolo, do kterého postupovali všichni kandidáti. V druhém kole byl zvolen kandidát s největším počtem hlasů (tj. relativní většinou). Bylo povoleno, aby strana ve druhém kole nominovala alternativního kandidáta.

## Systém s absolutní většinou
Tento volební systém patří mezi většinové volební systémy absolutně většinové. Používá se i v Česku při volbách do horní komory Parlamentu – Senátu a od roku 2013 i při volbě prezidenta republiky.
- V 1. kole se vítězem může stát pouze kandidát, který získá nadpoloviční počet hlasů. Pokud se tak v 1. kole nestane, následuje 2. kolo.
- Do 2. kola vstupují dva kandidáti, kteří získali v 1. kole největší počet hlasů. Vítězem se stává kandidát, který získá více hlasů.

V tomto systému má vítěz vždy zisk více než 50% hlasů. Nicméně může být modifikovaný, jako tomu je například při volbě prezidenta Argentiny. Tam k vítězství v prvním kole postačuje zisk 45%, případně i 40%, to však jen pokud má daný kandidát současně náskok více než 10% před druhým nejsilnějším.

## Vícekolový systém
V každém kole je vyřazen jeden kandidát, a to ten, který získal nejmenší počet hlasů; ostatní postupují do dalšího kola. Postup se opakuje až do doby, kdy jeden z kandidátů získá více než 50 % hlasů. Může se rovněž uplatňovat princip alternativní volby. Hlasující zvolí nejen komu dává svůj hlas, ale také komu by svůj hlas dal, kdyby jeho kandidát v kole vypadl.[zdroj?]